# Сидоров, Владимир Сергеевич
Владимир Сергеевич Сидоров (2 октября 1936 — 23 февраля 2006) — русский поэт, писатель, историк и краевед, журналист. Член Союза писателей СССР (1978), награждён медалью «Ветеран труда».

## Биография
Родился Владимир Сергеевич 2 октября 1936 года в городе Лозовая на Украине. Происходил Владимир Сидоров из очень известного на Украине дворянского казачьего рода Перекрестовых-Осиповых. Его предки были известными полковниками слободских казачьих полков. Семья Сидоровых долго кочевала с места на место, пока не осела в городе Шахты Ростовской области. Здесь она встретила войну, отсюда подалась в эвакуацию. Семья вернулась в Шахты из эвакуации в 1943 году.
В 1956—1957 годах по путевке комсомола работал на казахстанской целине. Окончив в 1959 году исторический факультет Ростовского университета, Владимир Сергеевич уехал по комсомольской путевке на строительство железной дороги Ново-Кузнецк — Абакан. В 1959—1965 годах В. С. Сидоров работал путейцем в строительно-монтажном поезде, бурильщиком в спецвзрывпоезде, монтажником на строительстве Братской ГЭС, на разных работах в колхозе, прессовщиком па заводе «Ростсельмаш», слесарем в таксомоторном парке. Член КПСС с 1982 года.
Владимир Сергеевич Сидоров умер 23 февраля 2006 года.

Памятная доска в Ростве-на-Дону

6 июля 2019 года на доме по адресу проспект Буденновский, 1Б, где жил В. С. Сидоров, состоялось открытие мемориальной доски.

## Творчество
Первое стихотворение Владимира Сергеевича было напечатано в 1954 году в областной комсомольской газете «Большевистская смена».
Первая книга стихов Владимира Сидорова «Какая теплая земля!» вышла в Ростове в 1966 году. За нею последовали «Стихи» (1968), «Я люблю тебя» (1969), «Черемуховые холода» (1978), «Трава между камнями» (1979), «Любимый цвет» (1982), «Музыка с листа» (1983).
В 1976 году поэт стал лауреатом конкурса «Зеленый лист» журнала «Юность».
Интерес В. Сидорова к прозе первоначально нашел выход в двух циклах очерков о строителях Братской ГЭС, а затем в переводах с калмыцкого. Повести и романы ведущих калмыцких писателей А. Бадмаева, А. Балакаева, Т. Бембеева и других, переведенные В. Сидоровым, печатались в альманахе «Свет в степи», в журналах «Дон», «Волга», «Дружба народов», выходили отдельными изданиями.
В 1982 году журнал «Дон» опубликовал исторический роман В. Сидорова «Камышеваха» — о деятельности большевиков Ростова-на-Дону, об организации ими знаменательной стачки 1902 года. Писатель привлёк большое количество архивных материалов, партийных документов. На широком фоне городской жизни начала века показано идейное восхождение личности. В 1985 году роман вышел в Ростовском книжном издательстве отдельной книгой.
В. С. Сидоров — лауреат конкурса «Расцветай, наш край», посвященного 60-летию образования СССР.
Сидоров В. С. подготовил и запустил два проекта — ежегодник «Донской временник» (издается с 1993 года) и литературно-художественный альманах «Ковчег» (издается с 2002 года).
В 1994 году вышел первый том «Донской казачьей энциклопедии» Владимира Сидорова. Одновременно начала издаваться «Энциклопедия старого Ростова и Нахичевани-на-Дону».
Канал Южный регион снял большой фильм о Владимире Сидорове, авторе многотомной «Энциклопедии Ростова-на-Дону и Нахичевани».

## Произведения В. С. Сидорова
Стихи и проза
- Какая теплая земля! Стихи. — Ростов н/Д: Кн. изд-во, 1966.
- Стихи. — Ростов н/Д: Кн. изд-во, 1968.
- Я люблю тебя. Стихи. — Ростов н/Д: Кн. изд-во, 1969.
- Черемуховые холода. Стихи. — М.: Современник, 1978.
- Трава между камнями. Стихи. — Ростов н/Д: Кн. изд-во, 1979.
- Любимый цвет. Стихи. — М.: Современник, 1982.
- Музыка с листа. Стихи. — Ростов н/Д: Кн. изд-во, 1983.
- Камышеваха. Роман. — Ростов н/Д: Кн. изд-во, 1985.
- Свет очей моих. Стихи. — 1986.
- Жизнь по случаю. Стихи. — 1993—1999.
- Крестная ноша. Трагедия казачества. — 1994—1995.
- Вуркалака. — 1994.
- Донская казачья энциклопедия Владимира Сидорова. — 1994.
- Против зла. — 1997.
- Русские крестоносцы. — 1999.
- Четверть тысячелетия. — 1999.
- Собрание сочинений в 8-ми томах. Терра, 1999—2005.

Переводы
- Инджиев Л. Большевики. Повесть. (С калм). — Элиста: Калм. кн. изд-во, 1975; М.: Сов. Россия, 1983.
- Балакаев А. Счастье, рождённое в борьбе. Роман. (С калм.). — Элиста: Калм. кн. изд-во, 1977.
- Бадмаев А. Б. Белый курган. Повесть. (С калм.). — Элиста: Калм. кн. изд-во, 1979.
- Бадмаев А. Страна Бумба. Кн. о Калмыкии. (С калм.). — М.: Дет. лит., 1981.

## О жизни и творчестве В. С. Сидорова
- Михайлов И. Время свершений. — Дон, 1980. — № 2. — С. 153—157.